# Personnages de Rival Schools

Cette page liste les personnages de la série de jeux Rival Schools (éditée par Capcom).

## Batsu Ichimonji
Batsu Ichimonji (一文字 伐, Ichimonji Batsu) est un personnage de la série de jeux vidéo Rival Schools éditée par Capcom. Étudiant à la Taiyo High School, il est le personnage principal de la saga. Dans l'univers des Rival Schools, il est le fils de Raizo Imawano et a pour cousins son camarade de classe Kyosuke Kagami et le méchant de la série Hyo Imawano.

### Rival Schools
Dans Rival Schools, Batsu est introduit comme un nouvel étudiant très impétueux à Taiyo. Un jour, il découvre que sa mère, employée à Taiyo, a été enlevée. Malgré son insistance à affirmer qu'il peut se débrouiller seul, il est rejoint par ses camarades de classe Hinata Wakaba et Kyosuke dans son enquête. À un moment donné, Batsu est confronté à Raizo Imawano de la Justice High School, qui se révèle être le père absent de Batsu. Puis, la révélation que Kyosuke travaille avec Raizo et Justice High, pousse Batsu à confronter son père et le vaincre, avant de secourir sa mère. Après qu'il a, en compagnie de ses camarades de classe, triomphé du maître des enlèvements, Hyo Imawano, Batsu se réconcilie avec Raizo et réunit sa famille.

### Project Justice
Durant l'année qu'il vient de passer, Batsu s'est habitué à la vie à Taiyo High, et est devenu une célébrité pour aider les efforts de Raizo à réformer la société. Cependant quand son père est attaqué et que la violence reprend entre les écoles - certaines tensions sont orchestrées par une personne qui semble être Batsu - lui, Hinata et Kyosuke cherchent à découvrir qui usurpe son nom. À un moment donné, il est défié par une furieuse Akira Kazama (qui est persuadée qu'il l'a attaquée ainsi que ses amis), et est facilement vaincu. Humilié par cette défaite, Batsu part en courant se former plus durement, laissant Hinata et Kyosuke poursuivre leur enquête.
Plus tard, Batsu revient de son entraînement et sauve Hinata du "faux" Batsu. Les efforts qu'il a fournis durant son absence l'a rendu beaucoup plus fort et lui ont même donné une aura semblable au feu (une version de Batsu avec ces changements dans Project Justice s'appelle Burning Batsu). Il parvient à démasquer son imposteur, qui s'avère être Kurow Kirishima, l'assaillant de Raizo et le maître de la violence récurrente entre les écoles. Après avoir vaincu Kurow, Batsu et ses amis affrontent le possédé Hyo, qui est aisément battu. À la fin, Batsu s'interroge sur le destin de son ami Kyosuke, qui avait disparu après la mort de Hyo.
Une intrigue alternative dans Project Justice suggère que Batsu a vaincu Akira et qu'il n'est donc pas parti s'entraîner et n'est jamais devenu Burning Batsu. Cette intrigue n'est pas considérée dans le canon, comme ce sont Roy Bromwell et Tiffany Lords qui rejoignent les étudiants de Taiyo dans leur enquête, à un moment où ils faisaient leurs propres recherches.

## Raizo Imawano
Raizo Imawano (忌野 雷蔵, Imawano Raizō) est le principal de la Justice High School et le père de Batsu Ichimonji (ainsi que l'oncle de Hyo Imawano et de Kyosuke Kagami). C'est un personnage très imposant, il mesure 1,88 m et pèse 124 kg. Il est doublé par Tomomichi Nishimura.
Dans Rival Schools: United by Fate : Il est présenté au début comme le principal antagoniste de l'histoire, cependant on apprend dans la «vraie» fin du jeu qu'il avait subi un lavage de cerveau de la part de son neveu Hyo Imawano.

## Hyo Imawano
Hyo Imawano (忌野 雹, Imawano Hyō) apparait pour la première fois dans Rival Schools: United By Fate et est doublé par Kaneto Shiozawa. Vêtu d'un costume militaire rouge et d'un katana et étudiant à la Justice High School, il apparaît comme le boss final du jeu. C'est le frère jumeau diabolique de Kyosuke Kagami et est cousin avec Batsu Ichimonji.
Dans Rival Schools: United by Fate : Hyo est le cerveau derrière les événements du jeu, il semble qu'il ait également pratiqué un lavage de cerveau sur son oncle Raizo Imawano afin de le manipuler. Il sera finalement vaincu par les étudiants de la Taiyo High School.

## Momo Karuizawa
Momo Karuizawa (軽井沢 もも, Karuizawa Momo) est une jeune fille au look d'enfant. Son arme est une raquette de tennis. Elle apparait pour la première fois dans Project Justice: Rival Schools 2 et est doublé par Rei Sakuma.
Lorsqu'elle apparaît pour la première fois, elle fait semblant d'avoir été intimidé par Batsu, qui était en fait Kurow déguisé. Troublé par cette fille, Shoma propose son aide, ignorant les mauvais desseins de la jeune demoiselle. Natsu, de son côté, développe immédiatement une méfiance envers Momo pour une raison qu'elle ne peut pas expliquer. Cela provoque une dispute entre Natsu et Shoma, qui, après un combat, décident de se séparer.
Shoma est finalement trahi par Momo après deux défaites du clan de la Pacific High School (Boman, Roy, Tiffany) , et leurs compagnons de la Taiyo High School. Le quintet réussit finalement à rendre raison à Shoma, qui se rend compte que Momo l'a utilisé tout le long afin de créer la discorde entre les écoles de la ville de Aoharu.
Momo révèle alors à Shoma sa vraie nature, et qu'elle est en fait étudiante au congrès Darkside qui est dirigé par Kurow.

## Aoi Himezaki
Aoi Himezaki (姫崎葵, Himezaki Aoi) (surnommé Zaki) est élève dans un établissement pour fille : la Seijyun High School. Avant d'entrer au lycée, Zaki était chef d'un gang populaire: le "5000 Ladies". Excédés, ses parents ont décidé de l'inscrire dans un établissement pour fille afin de rendre Zaki plus « pure ». Son arme est une Chaîne. Elle apparait pour la première fois dans Project Justice: Rival Schools 2 et est doublé par Ai Orikasa.
Elle est approchée par Akira Kazama et Yurika, qui demandent son aide pour rechercher le frère d'Akira, Daigo Kazama qui s'est soudainement mis à demander à ses subordonnés d'attaquer des écoles sans raison. Zaki accepte à une seule condition : qu'Akira ou Yurika la batte dans un combat.

## Yurika Kirishima
Yurika Kirishima (霧島 ゆりか, Kirishima Yurika) est élève dans un établissement pour fille : la Seijyun High School. Yurika est une jeune fille calme et timide passionnée par la musique. Véritable virtuose du violon (qui est également son arme), c'est son instrument préféré même si elle en maîtrise beaucoup d'autres. Elle est la sœur de Kurow. Elle apparait pour la première fois dans Project Justice: Rival Schools 2 et est doublée par Keiko Han.
Après les événements de Rival Schools: United By Fate, Akira Kazama est transférée à la Seijyun High School, c'est là qu'elle fait la connaissance de Yurika avec qui elle se lie d'amitié, elle lui raconte ses inquiétudes vis-à-vis de son frère Daigo Kazama. Avec l'aide de Zaki, Yurika acceptera de l'aider dans sa quête.

## Kurow Kirishima
Kurow Kirishima (雾嶋九郎, Kirishima Kuro) apparaît très tôt dans l'histoire, soit en tant que Vatsu, sosie de Batsu Ichimonji soit en tant que lui-même. Il utilise le contrôle mental, et possède des griffes dont il se sert comme arme. Il apparait pour la première fois dans Project Justice: Rival Schools 2 et est doublé par Bin Shimada.
Il commencera par attaquer divers groupes d'élèves avec ses laquais comme sa sœur Yurika, Momo Karuizawa, ou encore Daigo Kazama à qui il a lavé le cerveau. Plus tard, Kurow se dévoilera comme étant le cerveau derrière tous les événements, il expliquera qu'il a été envoyé par la Reverse Society pour assassiner les membres de la famille Iwamano (Batsu, Kyosuke Kagami, Raizo Imawano et Hyo Imawano) afin de prendre le contrôle du Japon. En bref c'est un assassin fou. 

## Rival Schools: United by Fate

### Kyoko Minazuki
Kyoko Minazuki (水無月 響子, Minazuki Kyōko) est un personnage de la série de jeux vidéo Rival Schools développée et éditée par Capcom. Kyoko est une belle et élégante femme qui allie style et intelligence. Avant de devenir infirmière elle était assistante dans un cabinet de chirurgie orthopédique. Kyoko attise beaucoup de convoitise de la part notamment d'étudiants qui prétextent n'importe quel problème pour aller dans son cabinet et ainsi se rapprocher d'elle.
Dans Rival Schools: United by Fate : Elle est envoyée à la Justice High School avec Hideo pour recruter des étudiants. Les deux ont subi un lavage de cerveau mais les élèves de l'école Taiyo finiront par les libérer. À la fin de l'histoire, Kyoko accepte la proposition de mariage de Hideo.

### Hideo Shimazu
Hideo Shimazu (岛津英雄, Shimazu Hideo) est un personnage de la série de jeux vidéo Rival Schools développée et éditée par Capcom. Hideo est neuvième dan de karate, il pratique le style Shimazu, son père possédait un dojo, à sa mort un combat terrible a fait rage pour sa succession, finalement Hideo a été déchut des droits d'hériter. Il a un sens aigu de la justice.
Dans Rival Schools: United by Fate : Hideo est professeur de langue japonaise, il est envoyé avec Kyoko afin de recruter des étudiants à l'école. Il s'avère que lui et Kyoko ont en fait subi un lavage de cerveau, mais les élèves du lycée Taiyo finiront par les sauver. À la fin de l'histoire il demande en mariage Kyoko qui accepte.

### Boman Delgado
Boman Delgado (ボーマン・デルガド, Bōman Derugado) est un personnage de la série de jeux vidéo Rival Schools développée et éditée par Capcom. Tout comme Roy et Tiffany, Boman est originaire des États-Unis. Malgré sa stature imposante (2 mètres pour 101 kilos) il est de nature non violente et suit une formation pour devenir prédicateur. Boman est en effet un fervent Chrétien qui ne rate aucune messe dominicale. Comme toute personne qui n'aime pas la violence, il est conscient de sa propre taille et de sa force. Après un combat inévitable, il prie silencieusement Dieu et implore son pardon.
Dans Rival Schools: United by Fate : Il rejoint Roy et Tiffany, non sans réticence afin de mener l'enquête sur les enlèvements. Lui aussi sera capturé et endoctriné par le clan de la Justice mais il sera libéré par les étudiants du lycée Taiyo. Cet acte inspire Boman et à la fin de l'aventure il décide de rester au Japon afin de mieux comprendre la culture du pays.

### Tiffany Lords
Tiffany Lords (ティファニー・ローズ, Tifanī Rōzu) est un personnage de la série de jeux vidéo Rival Schools développée et éditée par Capcom. Tiffany est une fille pétillante et toujours joyeuse, elle est Pom-pom girl et pratique le kickboxing. Elle est également amoureuse de Roy.
Dans Rival Schools: United by Fate : Tiffany est étudiante au lycée Pacific, elle est originaire des États-Unis. Elle rejoindra Roy afin d'enquêter sur les disparitions d'étudiants, comme ses camarades elle est endoctrinée par le clan de la Justice mais elle sera finalement libérée par les étudiants du lycée Taiyo. À la fin elle retourne aux États-Unis et souhaite devenir garde du corps, elle commencera également des études de sciences politiques.

### Roy Bromwell
Roy Bromwell (ロイ・ブロムウェル, Roi Buromuweru) est un personnage de la série de jeux vidéo Rival Schools éditée par Capcom. Étudiant étranger à la Pacific High School, c'est un quarterback imbattable de l'équipe de football américain considéré comme une idole par ses compatriotes américains. Sa haine pour le Japon et son peuple vient du fait que son grand-père ne cessait de lui raconter comment il a perdu sa jambe pendant la seconde Guerre mondiale. il est considéré comme le principal rival de Batsu.
Dans Rival Schools: United by Fate : Arrivé au Japon dans le cadre d'un programme d’échange, il enquêtera, à la demande de son père sur les enlèvements, il sera rejoint par Tiffany et Boman. Au cours de son enquête, le trio américain est vaincu et est victime d'un lavage de cerveau pour le compte de la bande de la Justice High School, mais il est finalement libéré grâce à Batsu et ses compatriotes de la Taiyo. Cela provoque une remise en question de Roy qui revoit son jugement sur le Japon et ses habitants. À la fin du jeu il retourne aux États-Unis déterminé à changer la façon de penser dans son pays d'origine, on l'aperçoit 30 ans plus tard, élu président des États-Unis.

### Daigo Kazama
Daigo Kazama (風間 醍醐, Kazama Daigo) est un personnage de la série de jeux vidéo Rival Schools développée et éditée par Capcom. Personnage imposant et charismatique, Daigo est le leader incontesté de tous les gangs de l'école Gedo. Il possède une cicatrice à l'œil droit et est le frère aîné d'Akira.
Dans Rival Schools: United by Fate : Daigo ne possède pas de mode story mais il est dit qu'il est parti seul à la recherche des responsables des enlèvements ayant eu lieu dans l'école. Durant sa fin on apprend qu'il a été vaincu et endoctriné par Hyo Imawano et lors de la fin d'Akira celle-ci le libère avec l'aide de Edge et de Gan.

### Gan Isurugi
Gan Isurugi (石動 岩, Isurugi Gan) est un personnage de la série de jeux vidéo Rival Schools développée et éditée par Capcom. Gan est un personnage très massif et imposant, il mesure 1,98 m et pèse 115 kg, il fait partie d'un gang au lycée Gedo. C'est un personnage très simple d'esprit et naïf qui croit n'importe quoi. Il mange énormément et aime par-dessus tout les onigiri.
Dans Rival Schools: United by Fate : Membre d'un gang au lycée Gedo, il rejoindra Akira pour chercher à comprendre ce qui est arrivé à Daigo, au début tout comme Edge il sera méfiant vis-à-vis d'Akira mais finira par entrer dans la bande afin de l'aider, et ce même après qu'elle lui a révélé son identité. À la fin du jeu, on le voit travailler dur pour obtenir de bons résultats scolaire mais en vain.

### Edge
Edge (エッジ, Edji) de son vrai nom Yamada Eiji (山田 栄二) est un personnage de la série de jeux vidéo Rival Schools éditée par Capcom. Étudiant à la Gorin High School, il est également membre d'un gang scolaire. Il se distingue par ses cheveux décolorés blonds, son costume par défaut de couleur pourpre et son utilisation de couteaux lors des combats.
Dans Rival Schools: United by Fate Edge est l'un des élèves de Gedo qui se joint à Akira déguisée afin de trouver la planque du chef d'un gang de Gedo, Daigo. D'abord soupçonné par Akira, il finira par se joindre à elle.

### Akira Kazama
Akira Kazama (風間 アキラ, Kazama Akira) est un personnage de la série de jeux vidéo Rival Schools développée et éditée par Capcom. Personnage très introvertie, elle peut cependant se montrer très dure et autoritaire. Elle porte une tenue de motard, cette tenue visait à cacher son sexe afin de s'inscrire à la Gedo High School, lycée réservé aux garçons.
Dans Rival Schools: United by Fate : Akira, initialement élève au lycée de filles Seijyun apparaît au début de l'aventure avec un casque de moto, ceci afin de cacher son identité. Elle réussit à se faire transférer au lycée pour garçon Gedo afin de comprendre ce qui est arrivé à son grand frère Daigo élève dans ce lycée.

### Roberto Miura
Roberto Miura (ロベルト 三浦, Roberuto Miura) est un personnage de la série de jeux vidéo Rival Schools développée et éditée par Capcom. Même s'il possède la nationalité japonaise Roberto a des origines brésiliennes, c'est un personnage timide et calme qui est membre du club de football du lycée.
Après avoir appris que Shoma et Natsu avaient subi de mystérieuses attaques, Roberto décide de se joindre à eux afin de mener l'enquête. Il sert de modérateur entre les 2 personnages qui n'ont de cesse de se chamailler. Il se cassera le bras vers la fin de l'aventure ce qui l'empêchera de jouer au poste de gardien de but, heureusement on lui proposera le poste d'attaquant.

### Natsu Ayuhara
Natsu Ayuhara (鮎原 夏, Ayuhara Natsu) est un personnage de la série de jeux vidéo Rival Schools éditée par Capcom. Étudiante à la Gorin High School et membre du club de volleyball, elle est une amie d'enfance de Shoma ainsi que de Hinata. C'est une personne franche et intelligente qui fait figure de grande sœur pour beaucoup de monde.
Dans Rival Schools: United by Fate, sa principale motivation est de trouver les personnes responsables des attaques sur le lycée Gorin, et notamment sur le membre le plus haut placé du club de volleyball scolaire. Elle rejoint Shoma et Roberto qui enquêtent eux aussi sur des affaires similaires.

### Shoma Sawamura
Shoma Sawamura (沢村 将馬, Sawamura Shōma) est un personnage de la série de jeux vidéo Rival Schools éditée par Capcom. Étudiant à la Gorin High School et membre du club de Baseball, il est un ami d'enfance de Natsu. De nature colérique et impulsif, il ne garde pas moins un grand sens de la justice.
Dans Rival Schools: United by Fate Shoma est à la recherche des personnes qui ont blessé son frère, Shuichi, également joueur de baseball. Il sera rejoint par Natsu et Roberto afin de mener l'enquête.

### Kyosuke Kagami
Kyosuke Kagami (鑑 恭介, Kagami Kyōsuke) est un personnage de la série de jeux vidéo Rival Schools éditée par Capcom. Il étudie à la Taiyo High School. C'est le frère jumeau de Hyo Imawano. Sa personnalité froide et calme est à l'opposé de celle de Batsu. Il a cependant un grand sens de la justice.
Dans Rival Schools: United by Fate : Kyosuke est camarade de classe de Batsu, il se portera volontaire pour retrouver se mère qui a été enlevée. Il s'avérera plus tard que c'est lui-même qui était derrière cet enlèvement et qu'il avait fait ça pour le compte de son frère jumeau diabolique Hyo Imawano. En fin de compte Kyosuke se rebellera contre son frère et aidera Batsu et Hinata à le vaincre.

### Hayato Nekketsu
Hayato Nekketsu (((熱血 隼人, Nekketsu Hayato) est un personnage de la série de jeux vidéo Rival Schools développée et éditée par Capcom. Hayato est professeur d'éducation physique et sportive au lycée Taiyo. Lorsque ses élèves à Taiyo ont été attaqués, Hayato a immédiatement été suspecté. Il rejoint Batsu, Hinata, et Kyosuke dans la lutte afin de veiller sur eux.
Hayato apparaît d'abord dans la version PlayStation de Rival Schools: United by Fate comme un personnage bonus. Il va essayer d'élucider les mystères des enlèvements car il estime que les élèves ne peuvent le faire eux-mêmes.
Dans sa «vraie» fin on apprend que Hayato est amoureux de Kyoko infirmière à la Justice High School.

### Hinata Wakaba
Hinata Wakaba (若葉 ひなた, Wakaba Hinata) est un personnage de la série de jeux vidéo Rival Schools éditée par Capcom. Étudiante à la Taiyo High School, c'est une fille de petite taille (1,55 m) mais qui excèle dans tous les sports. De nature curieuse elle aime pratiquer la course à pied après les cours, c'est une fille très enthousiaste et joyeuse.
Dans Rival Schools: United by Fate : avant que Batsu soit transféré à la Taiyo High School, l'école était un endroit un peu opprimé, Hinata essayait tant bien que mal de mobiliser ses camarades pour lutter avec elle mais en vain. C'est alors que Batsu entra en scène, avec une mission en tête : retrouver sa mère disparue. Bien que Batsu fut réticent quant à l'aide de Hinata, il finit par accepter, et à sa grande surprise, sa coopération inspira d'autres élèves du lycée désireux d'apprendre les arts martiaux.

## Project Justice: Rival Schools 2

### Nagare Namikawa
Nagare Namikawa (波川 流, Namikawa Nagare) est un personnage de la série de jeux vidéo Rival Schools développée et éditée par Capcom. Nagare pratique la natation à haut niveau, c'est une personne très sérieuse qui ne parle pas beaucoup. Shoma et son frère Shuichi sont amis avec lui. Quand il n'est pas dans l'eau, c'est une personne assez lunatique mais son esprit redevient aiguisé quand il se retrouve dans un bassin.
Nagare Namikawa apparaît pour la première fois dans Rival Schools: Nekketsu Seishun Nikki 2 (ou Evolution en France) en tant que personnage bonus. Dans l'histoire, il aide Shoma a sauver son frère. 

Dans Project Justice : Nagare est devenu étudiant dans une nouvelle branche à l'université Gorin, il fait partie de l'équipe de natation de l'établissement.

### Ran Hibiki
Ran Hibiki (ひびき 蘭, Hibiki Ran) est un personnage de la série de jeux vidéo Rival Schools développée et éditée par Capcom. Ran est étudiante au lycée Taiyo, elle souhaite devenir journaliste. En raison du fait qu'elle soit toujours à la recherche des derniers potins et autres histoires amoureuses, elle est surnommée la fille aux scoops. C'est une fille très fougueuse mais qui a soif de réussir.
Ran Hibiki apparaît pour la première fois dans Rival Schools: Nekketsu Seishun Nikki 2 (ou Evolution en France), extension de Rival Schools: United by Fate, elle enquête sur les disparitions afin d'avoir des infos exclusives mais il s'avère qu'elle cherche avec cette mission à obtenir un prix, le prix du meilleur scoop du lycée Taiyo.